# The Company
The Company – amerykańsko-niemiecki dramat z 2003 roku.

## Obsada
- Neve Campbell – Loretta 'Ry' Ryan
- Malcolm McDowell – Alberto Antonelli
- James Franco – Josh
- Barbara E. Robertson – Harriet
- William Dick – Edouard
- Susie Cusack – Susie
- Marilyn Dodds Frank – Pani Ryan
- John Lordan – Pan Ryan
- Mariann Mayberry – Macocha
- Roderick Peeples – Ojczym
- Yasen Peyankov – Mentor Justina
- Davis C. Robertson – Alec
- Deborah Dawn – Deborah
- John Gluckman – John
- David Gombert – Justin
- Suzanne L. Prisco – Suzanne
- Domingo Rubio – Domingo
- Emily Patterson – Noel
- Maia Wilkins – Maia
- Sam Franke – Frankie
- Trinity Hamilton – Trinity
- Julianne Kepley – Julianne
- Valerie Robin – Veronica
- Deanne Brown – Dana
- Michael Smith – Michael
- Matthew Roy Prescott – Colton

## Fabuła
Loretta jest młodą i bardzo ambitną baletnicą. Jest członkinią grupy baletowej Joffrey Ballet z Chicago. Mogłaby zostać główną baletnicą tej grupy, bo ma wielki talent, ale jest niestety bardzo konfliktowa. Film jest pozbawiony klasycznej fabuły, reżyser bawi się formą dokumentu i podgląda świat baletu za kulis.

## Nagrody i nominacje
Nagroda Satelita 2003
- Najlepsze kostiumy - Susan Kaufmann (nominacja)